# Рупите
Ру́пите (болг. Рупите) — село в Благоєвградській області Болгарії. Входить до складу общини Петрич.

## Населення
За даними перепису населення 2011 року у селі проживали 1037 осіб, з них 1018 осіб (99,6%) — болгари.
Розподіл населення за віком у 2011 році:
Динаміка населення: